# Мартин Стойчев
Мартин Стойчев е български футболист, защитник на ЦСКА София.

## Кариера
На 26 януари 2024 г. Стойчев подписва договор със столичния гранд ЦСКА София.
Прави официален дебют с екипа на ПФК ЦСКА, влизайки като резерва в 71-вата минута (заменя Иван Турицов), на двубоя от XXI кръг на Първа професионална лига срещу ПОФК Ботев (Враца) завършил 3:0, 18 февруари 2024 г.